# Municipio de Irving (Dakota del Sur)
El municipio de Irving (en inglés: Irving Township) es un municipio ubicado en el condado de Faulk en el estado estadounidense de Dakota del Sur. En el año 2010 tenía una población de 11 habitantes y una densidad poblacional de 0,12 personas por km².

## Geografía
El municipio de Irving se encuentra ubicado en las coordenadas 44°55′43″N 99°17′19″O / 44.92861, -99.28861. Según la Oficina del Censo de los Estados Unidos, el municipio tiene una superficie total de 93.3 km², de la cual 90,16 km² corresponden a tierra firme y (3,36 %) 3,14 km² es agua.

## Demografía
Según el censo de 2010, había 11 personas residiendo en el municipio de Irving. La densidad de población era de 0,12 hab./km². De los 11 habitantes, el municipio de Irving estaba compuesto por el 100 % blancos. Del total de la población el 0 % eran hispanos o latinos de cualquier raza.